# 처녀성 (영화)
"처녀성"은 1964년 공개된 대한민국의 영화이다.

## 배역
- 김혜정
- 신영균
- 양미희
- 황정순
- 이민
- 남미리
- 강문
- 차유미
- 옥상미
- 김칠성
- 성소민
- 최삼
- 이상사